# 11 février 1959
Le mercredi 11 février 1959 est le 42e jour de l'année 1959.

## Naissances
- Antoine Sénanque, écrivain français
- Bradley Cole, acteur américain
- Catherine Frarier, skieuse acrobatique française
- David Coburn, personnalité politique britannique
- David López-Zubero, nageur espagnol
- Fathi Jamal, joueur marocain de football
- Harold J. Greene (mort le 5 août 2014), général américain
- Jeffrey Meek, acteur américain
- Jun Märkl, chef d'orchestre allemand
- Marzieh Vahid Dastjerdi, femme politique iranienne
- René Müller, joueur allemand de football
- Roberto Moreno, pilote automobile brésilien

## Décès
- Jean Margraff (né le 17 février 1876), escrimeur français
- Marshall Teague (né le 22 février 1922), pilote automobile américain
- Yvonne Yma (née le 5 mars 1887), artiste lyrique et comédienne française
- Antoine Biancamaria (né le 23 janvier 1923), officier de l'infanterie coloniale française

## Événements
- Création de la Fédération des émirats arabes du Sud
- Création de la ville de Lac-Delage au Canada
- Les entretiens s'interrompent entre l'Iran et l'URSS, après deux semaines de négociations au sujet d'un nouveau pacte de non-agression et une aide économique.
- Le Laos annonce qu'il reconnaît les Nations unies comme arbitre de ses conflits avec le Nord-Viêt Nam.